# Olaf Guthfrithsson
Olaf Guthfrithsson també Amlaíb mac Gofraid (mort el 941), (en nòrdic antic: Óláfr Guðrøðarson; en anglès antic: Ánláf) va ser un cabdill nòrdic-gaèlic de la dinastia Uí Ímair, que va heretar el regne de Dublín (934 - 941) i també va voler recuperar el tron del regne viking de Jòrvik que el seu pare Gofraid ua Ímair havia perdut quan el rei anglès Etelstan, el va expulsar el 927.

## Biografia
Amlaíb va casar amb la filla de Constantí II d'Escòcia, també va pactar aliança amb Owen I de Strathclyde. El 937, Amlaíb i els seus aliats es van aixecar en armes contra Etelstan, i a la batalla de Brunanburgh va ser definitivament derrotat.
Després de la mort d'Etelstan el 939, Olaf va envair York i va forçar Edmund el Magnífic a cedir el regne de Northúmbria i part de Mèrcia. Les monedes d'aquell període, al contrari que moltes contemporànies, no estaven escrites en llatí ni en anglès antic, tenen la inscripció en nòrdic antic ANLAF CVNVNGI (rei Olaf) i l'encunyació procedeix de Jòrvik; possiblement l'ocell que apareix és un corb en representació del déu del panteó nòrdic Odin.
Olaf no va poder gaudir molt de temps dels seus nous dominis, perquè va morir dos anys més tard. Va heretar el tron Amlaíb Cuarán.

## Descendents
Cammán mac Amlaíb, qui possiblement és la mateixa persona que Sitriuc Cam, ha estat identificat com un dels fills d'Amlaíb mac Gofraid.